# Chinwe Okoro
Chinwe Okoro (née le 20 juin 1989) est une athlète nigériane, spécialiste du lancer du disque et du lancer du poids. 

## Biographie
Elle remporte la médaille d'or du lancer du disque et la médaille d'argent du lancer du poids lors des championnats d'Afrique 2012, à Porto-Novo au Bénin. Elle récupère la première place au poids à la suite de la disqualification pour dopage de Vivian Chukwuemeka.
En réédite cette performance deux ans plus tard aux championnats d'Afrique 2014 de Marrakech, au Maroc. Elle s'impose dans l'épreuve du lancer du disque en portant son record personnel à 59,79 m, et se classe deuxième de l'épreuve du lancer du poids, derrière la Camerounaise Auriol Dongmo.
Elle termine 2e de l'épreuve du lancer du disque des championnats d'Afrique en 2016 à Durban (55,67 m) et en 2018 à Asaba (57,37 m).

### Palmarès
| Date | Compétition            | Lieu       | Résultat | Épreuve          | Performance |
| ---- | ---------------------- | ---------- | -------- | ---------------- | ----------- |
| 2012 | Championnats d'Afrique | Porto-Novo | 1re      | Lancer du disque | 56,60 m     |
| 2012 | Championnats d'Afrique | Porto-Novo | 1re      | Lancer du poids  | 16,21 m     |
| 2014 | Championnats d'Afrique | Marrakech  | 1re      | Lancer du disque | 59,79 m     |
| 2014 | Championnats d'Afrique | Marrakech  | 2e       | Lancer du poids  | 16,40 m     |
| 2016 | Championnats d'Afrique | Durban     | 2e       | Lancer du disque | 55,67 m     |
| 2018 | Championnats d'Afrique | Asaba      | 2e       | Lancer du disque | 57,37 m     |

### Records
| Épreuve          | Performance | Lieu   | Date         |
| ---------------- | ----------- | ------ | ------------ |
| Lancer du disque | 61,58 m     | Athens | 2 avril 2016 |
| Lancer du poids  | 17,39 m     | Tampa  | 5 mai 2012   |